# Chicago (Graham Nash)
Chicago is een lied dat werd geschreven door Graham Nash. Hij bracht het in 1971 uit op een single met Simple man op de B-kant. Op sommige versies zijn de A- en B-kant omgewisseld. In Nederland werden beide uitgegeven.  Daarnaast verscheen het dat jaar op zijn album Songs for beginners.

## Tekst en achtergrond
Het is een protestlied dat Graham schreef naar aanleiding van de betogingen tijdens de Democratische Nationale Conventie van 1968 in Chicago. Meerdere groeperingen protesteerden voor burgerrechten en tegen de Vietnamoorlog. In aanloop naar de betoging had burgemeester Richard Daley de politie opdracht gegeven de orde met alle macht te handhaven, wat dan ook hardhandig gebeurde. De politie sloeg op de menigte in en arresteerde veel betogers.
In het lied wordt de Chicago Seven aangehaald, een rechtszaak die tegen betogers werd aangespannen met de beschuldiging oproer te hebben aangesticht. Bobby Seale, een van de oprichters van de Black Panther Party, was aanvankelijk de achtste aangeklaagde. Hij zat gekneveld op een stoel met de mond gesnoerd in de rechtszaal. Maar de aanklacht tegen hem werd later ingetrokken waardoor er zeven overbleven. Van Seale komen de woorden uit Nash' refrein: We can change the world.
In een interview met The Guardian in 2015 vertelde Nash dat hij een zin achteraf anders had willen verwoorden, namelijk: Regulations, who needs them? Op den duur is die tijdens optredens minder stellig gaan zingen als: Some of those regulations, who needs them?

## Hitnoteringen

### Nederland en België
| Chicago in de Nederlandse Top 40 van 19-06-1971 t/m 28-08-1971 | Chicago in de Nederlandse Top 40 van 19-06-1971 t/m 28-08-1971 | Chicago in de Nederlandse Top 40 van 19-06-1971 t/m 28-08-1971 | Chicago in de Nederlandse Top 40 van 19-06-1971 t/m 28-08-1971 | Chicago in de Nederlandse Top 40 van 19-06-1971 t/m 28-08-1971 | Chicago in de Nederlandse Top 40 van 19-06-1971 t/m 28-08-1971 | Chicago in de Nederlandse Top 40 van 19-06-1971 t/m 28-08-1971 | Chicago in de Nederlandse Top 40 van 19-06-1971 t/m 28-08-1971 | Chicago in de Nederlandse Top 40 van 19-06-1971 t/m 28-08-1971 | Chicago in de Nederlandse Top 40 van 19-06-1971 t/m 28-08-1971 | Chicago in de Nederlandse Top 40 van 19-06-1971 t/m 28-08-1971 | Chicago in de Nederlandse Top 40 van 19-06-1971 t/m 28-08-1971 | Chicago in de Nederlandse Top 40 van 19-06-1971 t/m 28-08-1971 |
| Week                                                           | 1                                                              | 2                                                              | 3                                                              | 4                                                              | 5                                                              | 6                                                              | 7                                                              | 8                                                              | 9                                                              | 10                                                             | 11                                                             |                                                                |
| -------------------------------------------------------------- | -------------------------------------------------------------- | -------------------------------------------------------------- | -------------------------------------------------------------- | -------------------------------------------------------------- | -------------------------------------------------------------- | -------------------------------------------------------------- | -------------------------------------------------------------- | -------------------------------------------------------------- | -------------------------------------------------------------- | -------------------------------------------------------------- | -------------------------------------------------------------- | -------------------------------------------------------------- |
| Positie                                                        | 32                                                             | 24                                                             | 17                                                             | 11                                                             | 8                                                              | 7                                                              | 5                                                              | 7                                                              | 12                                                             | 20                                                             | 36                                                             | uit                                                            |

| Chicago in de Nationale Hitparade van 26-06-1971 t/m 21-08-1971 | Chicago in de Nationale Hitparade van 26-06-1971 t/m 21-08-1971 | Chicago in de Nationale Hitparade van 26-06-1971 t/m 21-08-1971 | Chicago in de Nationale Hitparade van 26-06-1971 t/m 21-08-1971 | Chicago in de Nationale Hitparade van 26-06-1971 t/m 21-08-1971 | Chicago in de Nationale Hitparade van 26-06-1971 t/m 21-08-1971 | Chicago in de Nationale Hitparade van 26-06-1971 t/m 21-08-1971 | Chicago in de Nationale Hitparade van 26-06-1971 t/m 21-08-1971 | Chicago in de Nationale Hitparade van 26-06-1971 t/m 21-08-1971 | Chicago in de Nationale Hitparade van 26-06-1971 t/m 21-08-1971 | Chicago in de Nationale Hitparade van 26-06-1971 t/m 21-08-1971 |
| Week                                                            | 1                                                               | 2                                                               | 3                                                               | 4                                                               | 5                                                               | 6                                                               | 7                                                               | 8                                                               | 9                                                               |                                                                 |
| --------------------------------------------------------------- | --------------------------------------------------------------- | --------------------------------------------------------------- | --------------------------------------------------------------- | --------------------------------------------------------------- | --------------------------------------------------------------- | --------------------------------------------------------------- | --------------------------------------------------------------- | --------------------------------------------------------------- | --------------------------------------------------------------- | --------------------------------------------------------------- |
| Positie                                                         | 17                                                              | 11                                                              | 7                                                               | 6                                                               | 7                                                               | 7                                                               | 6                                                               | 9                                                               | 15                                                              | uit                                                             |

| Chicago in de Vlaamse Ultratop 30 van 21-08-1971 t/m 21-08-1971 | Chicago in de Vlaamse Ultratop 30 van 21-08-1971 t/m 21-08-1971 | Chicago in de Vlaamse Ultratop 30 van 21-08-1971 t/m 21-08-1971 |
| Week                                                            | 1                                                               |                                                                 |
| --------------------------------------------------------------- | --------------------------------------------------------------- | --------------------------------------------------------------- |
| Positie                                                         | 29                                                              | uit                                                             |

### Andere landen
| Land                   | piekpositie | aantal weken |
| ---------------------- | ----------- | ------------ |
| Canada                 | 19          | ?            |
| VS (Billboard Hot 100) | 35          | 11           |
| Duitsland              | 45          | 3            |

### NPO Radio 2 Top 2000
| Nummer met noteringen in de NPO Radio 2 Top 2000 | '99  | '00  | '01 | '02  | '03  |
| ------------------------------------------------ | ---- | ---- | --- | ---- | ---- |
| Chicago                                          | 1848 | 1366 | -   | 1619 | 1971 |

1. ↑  Een '-' betekent dat het nummer niet was genoteerd en een vetgedrukt getal geeft de hoogste notering aan.
2. ↑  Deze tabel is bijgewerkt tot en met de laatste editie (2024).

## Verdere uitvoeringen en covers
Nash bracht het nummer later nog verschillende malen uit op albums, vooral in de formatie Crosby, Stills & Nash. Uitvoeringen van en waren op de albums Crosby & Nash / David Crosby / Graham Nash (1972), CSN (boxset, 1991), Carry on (1998) en Demos (2009). Alleen met David Crosby bracht hij het ook nog uit op The best of Crosby & Nash (1978) en op eigen naam op de boxset Reflections (2009). Verder verscheen nog de registratie op het album San Francisco Benefit Concert (2015) met Crosby en Neil Young.
Het lied werd verschillende malen gecoverd. Artisten die het op een album uitbrachten, waren bijvoorbeeld de Zweedse zanger Björn Skifs (Opopoppa, 1971), de Belgische band Tris (Live, 1987), Da Capo Players (The String Quartet Tribute to Crosby, Stills, Nash & Young, 2003),  en de Amerikaanse psychedelische rockband Sleepy Sun (Be yourself - A tribute to Graham Nash's Songs for beginners, 2010). In 2008 bracht de uit Barcelona afkomstige psychedelische rockband Stay het als extra nummer uit op zijn cd-single Fruits de mer vol. three. Ook verscheen er nog een vertaling in het Frans in Et je ne pense plus à toi by van de Franse zanger Claude François (Il fait beau, il fait bon, 1971).